# Vadim Demidov
Pour les articles homonymes, voir Demidov.
Vadim Sergeïevitch Demidov (en russe : Вадим Серге́евич Демидов), né le 10 octobre 1986 à Riga est un footballeur international norvégien jouant au poste de défenseur central ou milieu défensif au Stabæk Fotball.

## Biographie
En janvier 2011 Vadim s'engage pour l'équipe basque de la Real Sociedad pour deux ans et demi.
L'Eintracht Francfort le transfère avec un contrat de trois ans en juillet 2012 permettant ainsi au joueur de découvrir le championnat allemand. En janvier 2013, il est prêté six mois au Celta Vigo.

## Vie privée
Père d'un garçon né en juillet 2016 de son union avec la hurdleuse norvégienne Christina Vukicevic, il se marie avec sa compagne en juin 2017.

## Palmarès
- Avec  Rosenborg BK :
  - Vainqueur du Championnat de Norvège en 2009 et 2010
  - Vainqueur de la Supercoupe de Norvège : 2010